# مارجريتا كوزوتش
مارجريتا كوزوتش (مواليد 30 أكتوبر 1986) هي لاعبة كرة طائرة ألمانية من أصل بولوندي.